# Victor Ciobanu (luptător)
Victor Ciobanu (n. 7 octombrie 1992, Vărvăreuca, raionul Florești, Republica Moldova) este un luptător din Republica Moldova.

## Carieră
Sportivul este medaliat cu argint la luptele greco-romane, categoria de 55 kg, la Universiada din 2013 de la Kazan, la categoria de 59 kg la Campionatele Europene din 2014 de la Vantaa și la categoria de 60 kg la Europenele din 2018 de la Budapesta.
A fost medaliat cu bronz la categoria de 60 kg la Jocurile Europene din 2019 de la Minsk și medaliat cu aur la Campionatul European din 2019 de la București.  În anul 2021 a cucerit medalia de aur la Mondialele de la Oslo.
El a câștigat medalia de argint la Campionatul Europeean din 2023 de la Zagreb și în anul următor la ediția de la București. A participat de două ori la Jocurile Olimpice. La Tokio 2021 a obținut locul 5 și la Paris 2024 s-a clasat pe locul 15.
Victor Ciobanu a luptat în Bundesliga, Germania, timp de mulți ani. Printre altele, el a luptat pentru SV Triberg, ASV Nendingen, cu care a câștigat de trei ori titlul național, ASV Urloffen și KG Baienfurt-Ravensburg-Vogt.

## Palmares
| An   | Competiție           | Locație            | Loc | Note              |
| ---- | -------------------- | ------------------ | --- | ----------------- |
| 2014 | Campionatul European | Vantaa, Finlanda   | 2   | greco-roman 59 kg |
| 2018 | Campionatul Mondial  | Budapesta, Ungaria | 2   | greco-roman 60 kg |
| 2019 | Campionatul European | București, România | 1   | greco-roman 60 kg |
| 2019 | Jocurile Europene    | Minsk, Belarus     | 3   | greco-roman 60 kg |
| 2021 | Campionatul Mondial  | Oslo, Norvegia     | 1   | greco-roman 60 kg |
| 2023 | Campionatul European | Zagreb, Croația    | 2   | greco-roman 60 kg |
| 2024 | Campionatul European | București, România | 2   | greco-roman 60 kg |